# Visarga
Le visarga (Sanskrit en devanāgarī : विसर्ग) est une altération du ‘s’ et du ‘r’ devant les sourdes et en finales. Il est représenté par un ‘ḥ’ en translittération IAST et par un double point ':' en devanagari. On distingue parfois la forme gutturale (jihvāmūlīya) devant ‘k’ et ‘kh’ et la forme bilabiale (upadhmānīya) devant ‘p’ et ‘ph’.

## Visarga par écriture
| Écriture      | Forme du visarga |
| ------------- | ---------------- |
| devanagari    | ः                 |
| bengali       | ঃ                 |
| gurmukhi      | ਃ                 |
| goudjarati    | ઃ                 |
| odia          | ଃ                 |
| tamoul        | ஃ                |
| télougou      | ః                 |
| kannada       | ಃ                 |
| malayalam     | ഃ                 |
| cingalais     | ඃ                 |
| tibétain      | ཿ                 |
| birman        | း                 |
| khmer         | ះ                 |
| mongole       | ᢁ                |
| balinais      | ᬄ                 |
| sundanais     | ᮂ                 |
| saurashtra    | ꢁ                 |
| javanais      | ꦃ                 |
| meetei mayek  | ꫵ                 |
| kharoshthi    | 𐨏                 |
| brahmi        | 𑀂                 |
| kaithi        | 𑂂                 |
| chakma        | 𑄂                 |
| sharada       | 𑆂                 |
| grantha       | 𑌃                 |
| tulu-tigalari | 𑏍                |
| newa          | 𑑅                 |
| tirhuta       | 𑓁                 |
| siddham       | 𑖾                 |
| modi          | 𑘾                 |
| takri         | 𑚬                 |
| dogra         | 𑠸                 |
| nandinagari   | 𑧟                 |
| zanabazar     | 𑨹                 |
| soyombo       | 𑪗                 |
| bhaiksuki     | 𑰾                 |
| masaram       | 𑵁                 |
| gunjala       | 𑶖                 |
| kawi          | 𑼃                 |
| kirat         | 𖵂                |

## Utilisation

### Devanagari
Dans certaines langues, le visarga est utilisé pour indiqué la quantité de longueur de voyelle, notamment en bahing (où il a préférablement une ligne supérieure) par example avec ‹ राःचो › [ˈra:t͡so] « amener » et ‹ राचो › [ˈrat͡so] « venir » ; en yamphu (en), par example dans ‹ ए़ःचेॽमा › [ɛːtseʔma] « fièvre ».
En chepang (en), le visarga est utilisé pour transcrire la consonne occlusive glottale [ʔ] excepté en position initiale, par exemple ‹ अपःसा › [ʔəpəʔsa] « avoir chaud ».
En kagate (en), le visarga est utilisé pour indiquer le ton bas, par exemple dans ‹ आःबा › [àba] « père ».